# Coppa Italia Dilettanti Emilia-Romagna
La Coppa Italia Dilettanti Emilia-Romagna è il massimo torneo calcistico ad eliminazione diretta della regione Emilia-Romagna. La prima edizione venne svolta nella stagione 1991-92, la squadra vincitrice ha diritto a partecipare alla fase nazionale della Coppa Italia Dilettanti.

## Formula
Al torneo partecipano le 36 squadre che militano nel campionato di Eccellenza. Nella prima fase sono formati 12 gironi da 3 squadre cadauno, le 12 vincitrici sono ammesse al secondo turno, ancora un girone triangolare. Le 4 superstiti si affrontano in gare di andata e ritorno nella semifinale con le vincenti che si qualificano per la finale che viene disputata in gara secca su campo neutro.

## Albo d'oro Coppa Italia Eccellenza
| 1991-1992 | Finale                                           |                                                  |                                                  |                                                  | 1º Turno                                         |                                                  |                                                  |
| 1992-1993 | Imolese                                          | Reggiolo                                         | 2-1                                              |                                                  | Vincitore                                        |                                                  |                                                  |
| 1993-1994 | Imolese                                          |                                                  |                                                  |                                                  | 1º Turno                                         |                                                  |                                                  |
| 1994-1995 | Iperzola                                         | Russi                                            | 2-0                                              |                                                  | Vincitore                                        |                                                  |                                                  |
| 1995-1996 | Boca                                             |                                                  |                                                  |                                                  | 1º Turno                                         |                                                  |                                                  |
| 1996-1997 | San Marino                                       | Casalese                                         | 2-0                                              |                                                  | 1º Turno                                         |                                                  |                                                  |
| 1997-1998 | Bagnolese                                        | Riccione                                         |                                                  | Imola                                            | 1º Turno                                         |                                                  |                                                  |
| 1998-1999 | Colorno                                          | Massa Lombarda                                   | 3-2                                              | Correggio                                        | 1º Turno                                         |                                                  |                                                  |
| 1999-2000 | Poggese                                          | Corticella                                       | 2-0                                              |                                                  | 1º Turno                                         |                                                  |                                                  |
| 2000-2001 | Massa Lombarda                                   |                                                  |                                                  |                                                  | 1º Turno                                         |                                                  |                                                  |
| 2001-2002 | Misano                                           |                                                  |                                                  |                                                  | 1º Turno                                         |                                                  |                                                  |
| 2002-2003 | Bagnolese                                        | Savignanese                                      |                                                  | Castelfranco Emilia                              | 1º Turno                                         |                                                  |                                                  |
| 2003-2004 | Virtus Castelfranco                              | Cesenatico                                       | 0-0 (dts); 6-5 (dtr)                             | Molinella                                        | 1º Turno                                         |                                                  |                                                  |
| 2004-2005 | Giacomense                                       | Bagnolese                                        | 3-0                                              | Castelfranco Emilia                              | 1º Turno                                         |                                                  |                                                  |
| 2005-2006 | San Secondo Parmense                             | Misano                                           | 1-0                                              | Castelfranco Emilia                              | 1º Turno                                         |                                                  |                                                  |
| 2006-2007 | Faenza                                           | Bagnolese                                        | 2-2; 4-3 (dts)                                   | Castelfranco Emilia                              | 1º Turno                                         |                                                  |                                                  |
| 2007-2008 | Scandiano                                        | Copparese                                        | 1-1; 3-2 (dts)                                   | San Lazzaro di Savena                            | Semifinale                                       |                                                  |                                                  |
| 2008-2009 | Cesenatico                                       | Virtus Pavullese                                 | 4-1                                              | Imola                                            | Quarti di Finale                                 |                                                  |                                                  |
| 2009-2010 | Alfonsine                                        | Fidenza                                          | 1-0                                              | Imola                                            | 1º Turno                                         |                                                  |                                                  |
| 2010-2011 | Fidenza                                          | Massa Lombarda                                   | 1-1; 3-1 (dts)                                   | Castelfranco Emilia                              | 1º Turno                                         |                                                  |                                                  |
| 2011-2012 | Castellarano                                     | Imolese                                          | 1-1 (dts); 6-5 (dtr)                             | Castelfranco Emilia                              | 1º Turno                                         |                                                  |                                                  |
| 2012-2013 | Rolo                                             | Cattolica                                        | 2-2 (dts); 6-5 (dtr)                             | Milano Marittima                                 | 1º Turno                                         |                                                  |                                                  |
| 2013-2014 | Meldola                                          | Rolo                                             | 0-0 (dts); 5-4 (dtr)                             | Milano Marittima                                 | 1º Turno                                         |                                                  |                                                  |
| 2014-2015 | Sammaurese                                       | Crociati                                         | 5-1                                              | Riale                                            | 1º Turno                                         |                                                  |                                                  |
| 2015-2016 | Progresso                                        | Salsomaggiore                                    | 4-0                                              | Cesenatico                                       | 1º Turno                                         |                                                  |                                                  |
| 2016-2017 | Rimini                                           | Rolo                                             | 0-0 (dts); 5-4 (dtr)                             | Riccione                                         | 1º Turno                                         |                                                  |                                                  |
| 2017-2018 | Folgore Rubiera                                  | Castrocaro                                       | 2-1                                              | Riccione                                         | 1º Turno                                         |                                                  |                                                  |
| 2018-2019 | Bagnolese                                        | Virtus Castelfranco                              | 2-1                                              | Castelvetro di Modena                            | Semifinale                                       |                                                  |                                                  |
| 2019-2020 | Virtus Castelfranco                              | S. Agostino                                      | 1-1; 3-2 (dts)                                   | Castelvetro di Modena                            | 1º Turno                                         |                                                  |                                                  |
| 2020-2021 | Non assegnata a causa della pandemia di COVID-19 | Non assegnata a causa della pandemia di COVID-19 | Non assegnata a causa della pandemia di COVID-19 | Non assegnata a causa della pandemia di COVID-19 | Non assegnata a causa della pandemia di COVID-19 | Non assegnata a causa della pandemia di COVID-19 | Non assegnata a causa della pandemia di COVID-19 |
| 2021-2022 | Salsomaggiore                                    | Libertas Castel San Pietro                       | 2-0 (dts)                                        | Rubiera                                          | Finalista                                        |                                                  |                                                  |
| 2022-2023 | Nibbiano & Valtidone                             | Rolo                                             | 5-0                                              | Noceto                                           | 1º Turno                                         |                                                  |                                                  |
| 2023-2024 | Terre di Castelli                                | Gambettola                                       | 4-2 (dts)                                        | Granarolo dell'Emilia                            | Quarti di Finale                                 |                                                  |                                                  |
| 2024-2025 | Gambettola                                       | Nibbiano & Valtidone                             | 0-0 (dts); 4-2 (dtr)                             | Granarolo dell'Emilia                            | 1º Turno                                         |                                                  |                                                  |

## Vittorie per club
| Squadra              | Vittorie | Anni vittorie    |
| -------------------- | -------- | ---------------- |
| Bagnolese            | 3        | 1998, 2003, 2019 |
| Imolese              | 2        | 1993, 1994       |
| Virtus Castelfranco  | 2        | 2004, 2020       |
| Finale               | 1        | 1992             |
| Iperzola             | 1        | 1995             |
| Boca                 | 1        | 1996             |
| San Marino           | 1        | 1997             |
| Colorno              | 1        | 1999             |
| Poggese              | 1        | 2000             |
| Massa Lombarda       | 1        | 2001             |
| Misano               | 1        | 2002             |
| Giacomense           | 1        | 2005             |
| San Secondo Parmense | 1        | 2006             |
| Faenza               | 1        | 2007             |
| Scandiano            | 1        | 2008             |
| Cesenatico           | 1        | 2009             |
| Alfonsine            | 1        | 2010             |
| Fidenza              | 1        | 2011             |
| Castellarano         | 1        | 2012             |
| Rolo                 | 1        | 2013             |
| Meldola              | 1        | 2014             |
| Sammaurese           | 1        | 2015             |
| Progresso            | 1        | 2016             |
| Rimini               | 1        | 2017             |
| Folgore Rubiera      | 1        | 2018             |
| Salsomaggiore        | 1        | 2022             |
| Nibbiano & Valtidone | 1        | 2023             |
| Terre di Castelli    | 1        | 2024             |
| Gambettola           | 1        | 2025             |